# Шпреевальд

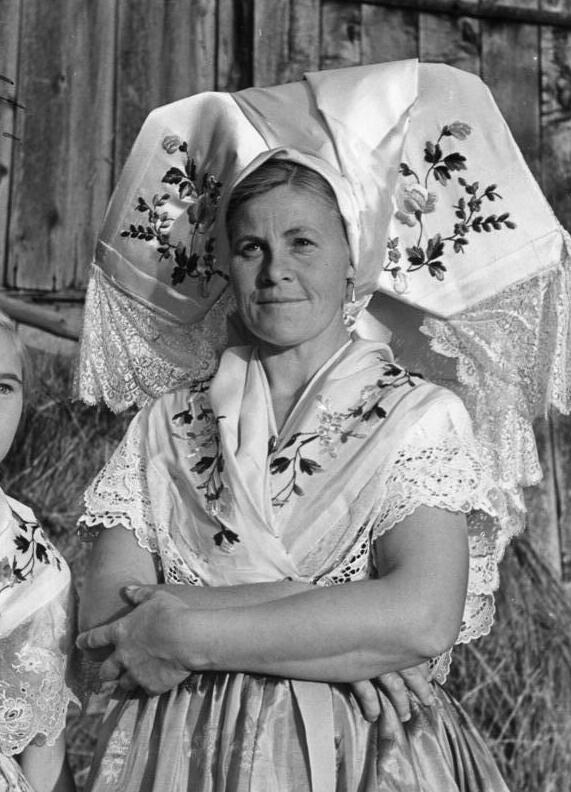
Шпреевальдська селянка в традиційному костюмі. 1948

51°52′48″ пн. ш. 14°10′00″ сх. д. / 51.88° пн. ш. 14.166666666667° сх. д.
Шпре́евальд (нім. Spreewald, н.-луж. błota) — місцевість у Німеччині, багата на річкові канали і заплавні луки. Розташована у федеральній землі Бранденбург (райони Шпрее-Найсе, Даме-Шпреевальд і Верхній Шпреевальд-Лужиця).
Шпреевальд поділяють на Верхній Шпреевальд (південна частина) і Нижній Шпреевальд (північна частина). Під час останнього Льодовикового періоду ландшафт був деформований: Шпрее в межах низовини своєї дельти розгалужується на безліч каналів і рукавів загальною довжиною понад 970 кілометрів. На території Шпреевальду існує близько 18000 видів рослин і тварин. У 1991 рік Шпреевальд був визнаний ЮНЕСКО заповідником.
У Бранденбурзі туристи можуть покататися по каналах Шпреевальда на човні.
Мариновані огірки — фірмовий продукт Шпреевальда. У фільмі «Ґуд бай, Ленін!» Шпреевальдські мариновані огірочки представлені символом гастрономії колишньої НДР.

## Цифри
Загальна площа — 3173 км², в тому числі сільської місцевості — бл. 2800 км².
Кількість жителів — бл. 285000, у тому числі в сільській місцевості бл. 103000.
Щільність населення — 84,9 люд. на км ², в тому числі в сільській місцевості бл. 37 на км².

## Населені пункти на території Шпреевальду
- Бург
- Котбус
- Люббен
- Люббенау
- Штраупіц
- Шлепціг